# Тор-Барнер
«Тор-Барнер» (от англ. Thor-Burner) — американская ракета-носитель лёгкого класса, семейства Тор. Ракета-носитель Тор-Барнер была создана компанией Douglas Aircraft Company (ныне — компания Boeing) на основе баллистической ракеты средней дальности (БРСД) — PGM-17 «Тор», которая выполняла роль первой ступени. В зависимости от модификации, в качестве второй и третьей ступени выступали ракетные ступени Барнер (англ. Burner).
В период с 1965 года по 1970 года было произведено 24 пуска, из них 2 были неудачные. Ракета-носитель Тор-Барнер, в основном, использовалась для нужд программы DMSP (сокр. от англ. Defense Meteorological Satellite Program — букв. Оборонная Метеорологическая Спутниковая Программа) инициированной Министерством Обороны США.